# Achterholer

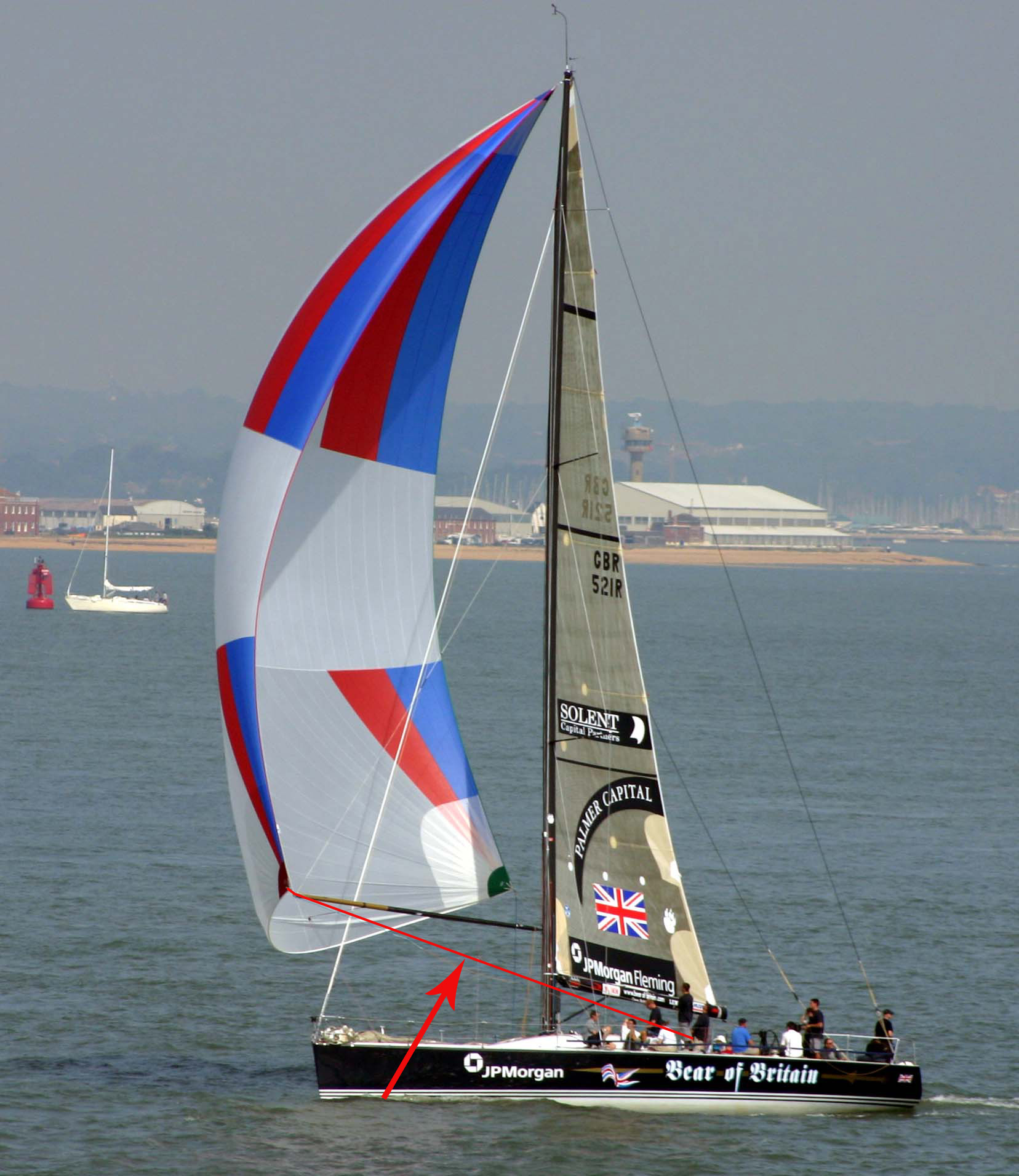
Spinnaker mit rot markiertem Achterholer

Mit Achterholer bezeichnet man beim Segeln die Schot des Spinnakers auf der Luvseite des Schiffes. Er verläuft vom Schothorn (also einer Ecke) des Spinnakers über den Spinnakerbaum nach achtern und dient dazu, den Spinnaker nach Luv zu ziehen und ihn dadurch aus dem Windschatten des Großsegels zu holen. Der Name rührt daher, dass das Schothorn nicht nur nach Luv, sondern auch nach achtern gezogen wird.
Bei konstanter Windrichtung bleibt der Achterholer meistens fest belegt. Im Gegensatz dazu wird die Leeschot auf der anderen Seite des Spinnakers fortlaufend dazu verwendet, den Bauch des Segels einzustellen und das Segel am Einfallen zu hindern. Während die Leeschot ihren Holepunkt normalerweise weit achtern hat, ist der Holepunkt des Achterholers je nach Konstruktion des Schiffes und des Spinnakers teilweise eher mittschiffs.
Bei einer Halse wird häufig der Achterholer zur Schot und die Schot zum Achterholer. Lediglich der Spibaum muss umgesetzt werden. Teilweise wird aber auch mit doppeltem Geschirr gefahren, das heißt sowohl in Lee als auch in Luv gibt es je einen Achterholer und eine Schot, von der jeweils eine Leine nicht genutzt wird.